# 清流めぐり利き鮎会
清流めぐり利き鮎会（せいりゅうめぐりききあゆかい）とは、高知県友釣連盟が主催する、全国各地の清流が育んだ鮎の塩焼きを、味、見た目、香りなどの基準で食べ比べグランプリを決めるイベントである。
この審査は河川名が伏せた状態で行われるため「利き鮎」と大会に名がついている。

## 審査方法
姿・香り・わた・身・総合の5つの要素に対して「優・良・可」の3段階で評価される。
各河川の鮎は、まず一般参加者の各テーブルで審査される。
そこで選出された鮎は準グランプリ以上が確定し、最終審査員によって再度審査されてグランプリが決定する。

## 歴代グランプリ・準グランプリ

### 第1回（1998年）
グランプリ
- 安田川（高知県）

### 第2回（1999年）
グランプリ
- 神通川（富山県）

### 第3回（2000年）
グランプリ
- 安田川（高知県）

### 第4回（2001年）
グランプリ
- 野根川（高知県）

### 第5回（2002年）
グランプリ
- 和良川（岐阜県）

### 第6回（2003年）
グランプリ
- 松葉川（高知県）

### 第7回（2004年）
グランプリ
- 新荘川（高知県）

### 第8回（2005年）
参加河川数：47河川
鮎数：3009匹
グランプリ
- 宇佐川（山口県）

準グランプリ
- 高知県（鏡川）
- 伊尾木川（高知県）
- 海部川（徳島県）
- 宇佐川（山口県）
- 桧木内川（秋田県）
- 鬼怒川（栃木県）
- 相模川（神奈川県）
- 長良川（岐阜県）

### 第9回（2006年）
参加河川数：47河川
鮎数：2881匹
グランプリ
- 雫石川（岩手県）

準グランプリ
- 宇佐川（山口県）

### 第10回（2007年）
参加河川数：45河川
鮎数：2709匹
グランプリ
- 寒河江川（山形県）
- 揖保川（兵庫県）

準グランプリ
- 雫石川（岩手県）
- 板取川（岐阜県）
- 和良川（岐阜県）
- 益田川（岐阜県）
- 日野川（鳥取県）
- 木野川（広島県）
- 海部川（徳島県）

### 第11回（2008年）
参加河川数：52河川
鮎数：3183匹
グランプリ
- 長良川（岐阜県）

準グランプリ
- 神崎川（岐阜県）
- 気田川（静岡県）
- 寒狭川（愛知県）
- 美山川（京都府）
- 日高川龍神（和歌山県）
- 日置川（和歌山県）
- 安芸川（高知県）

### 第12回（2009年）
参加河川数：48河川
鮎数：3119匹
グランプリ
- 和良川（岐阜県）（2度目）

準グランプリ
- 赤石川（青森県）
- 荒川（新潟県）
- 神通川（富山県）
- 気田川（静岡県）
- 寒狭川（愛知県）
- 水内川（広島県）
- 鏡川（高知県）

### 第13回（2010年）
参加河川数：53河川
鮎数：3014匹
グランプリ
- 揖保川（兵庫県）

準グランプリ
- 梁川（岩手県）
- 伊南川（福島県）
- 馬瀬川（岐阜県）
- 大入川（愛知県）
- 千種川（兵庫県）
- 土居川（高知県）
- 鏡川（高知県）

### 第14回（2011年）
参加河川数：50河川
鮎数：3268匹
グランプリ
- 宇佐川（山口県）

準グランプリ
- 胎内川（新潟県）
- 和良川（岐阜県）
- 振草川（愛知県）
- 揖保川（兵庫県）
- 千種川（兵庫県）
- 太田川（広島県）
- 奈半利川（高知県）

### 第15回（2012年）
参加河川数：50河川
鮎数：2856匹
グランプリ
- 物部川（高知県）

準グランプリ
- 宮川（岐阜県）
- 馬瀬川（岐阜県）
- 気田川（静岡県）
- 揖保川（兵庫県）
- 野根川（高知県）
- 伊尾木川（高知県）
- 長者川（高知県）

### 第16回（2013年）
参加河川数：50河川
鮎数：2597匹
グランプリ
- 北川川（高知県）

準グランプリ
- 簗川（岩手県）
- 甲子川（岩手県）
- 和良川（岐阜県）
- 振草川（愛知県）
- 美山川（京都府）
- 海部川（徳島県）
- 土居川（高知県）

### 第17回（2014年）
出典は郡上市ウェブサイト。
参加河川数：49河川
鮎数：2196匹
グランプリ
- 和良川（岐阜県）（3度目）

準グランプリ
- 簗川（岩手県）
- 雫石川（岩手県）
- 相模川（神奈川県）
- 中津川（神奈川県）
- 宮川（岐阜県）
- 美山川（京都府）
- 物部川（高知県）

### 第18回（2015年）
グランプリ
- 千種川（兵庫県）

準グランプリ
- 小国川（山形県）
- 大芦川（栃木県）
- 大聖寺川（石川県）
- 九頭竜川(勝山)（福井県）
- 益田川上流（岐阜県）
- 大内山川（三重県）
- 美山川（京都府）
- 西谷川（高知県）

### 第19回（2016年）
グランプリ
- 朱太川（北海道）

準グランプリ
- 男鹿川（栃木県）
- 秋川（東京都）
- 庄川（岐阜県）
- 武儀川（岐阜県）
- 和良川（岐阜県）
- 気田川（静岡県）
- 奈半利川（高知県）
- 土居川（高知県）

### 第20回（2017年）
出典は和良おこし協議会facebook。
参加河川数：58河川
鮎数：2925匹
グランプリ
- 振草川（愛知県）

準グランプリ
- 築川（岩手県）
- 大芦川（栃木県）
- 庄川（岐阜県）
- 益田川（岐阜県）
- 馬瀬川上流（岐阜県）
- 気田川（静岡県）
- 小田原川（兵庫県）
- 伊尾木川（高知県）

### 第21回（2018年）
出典は和良おこし協議会facebook。
グランプリ
- 北川川（高知県・四万十川水系）

準グランプリ
- 赤石川（青森県・赤石川水系）
- 大芦川（栃木県・利根川水系）
- 曽爾川（奈良県・淀川水系）
- 勝浦川（徳島県・勝浦川水系）
- 的渕川（高知県・鏡川水系）
- 新荘川（高知県・新荘川水系）
- 川辺川（熊本県・球磨川水系）

### 第22回（2019年）
出典は釣りチケマガジンウェブサイト。
参加河川数：63河川
鮎数：2849匹
グランプリ
- 和良川（岐阜県）（4度目）

準グランプリ
- 朱太川（北海道）
- 秋川（東京都）
- 秋神川（岐阜県）
- 佐見川（岐阜県）
- 長良川（岐阜県）
- 美山川（京都府）
- 水内川（広島県）
- 丈ヶ谷川（徳島県）
- 新庄川（高知県）

### 2020年
新型コロナウイルス感染症流行の影響により中止。